# Ingerência humanitária
O direito de ingerência é o direito reconhecido ou legítimo que uma ou mais nações têm de intervir em outro Estado, no quadro de um mandato de consenso emitido pela ONU.
O dever de ingerência é a obrigação que cada Estado tem de fornecer assistência a pedido de uma organização internacional.
O conceito ainda é objeto de controvérsia entre analistas internacionais e juristas, mesmo nos caso de ingerência por razões humanitárias.

## Origem
A ideia da ingerência humanitária surge na Invasão da Polônia e da Chéquia pelo governo nazista como um meio de proteger minorias étnicas alemãs em territórios próximos, mas reaparece durante a guerra do Biafra (1967-1970).
O terrível drama da província nigeriana, durante o qual o emblema da Cruz Vermelha foi desrespeitado - pistas de aterrissagem dos seus aviões sendo bombardeadas e seus hospitais deliberadamente alvejados pela aviação nigeriana. Aos olhos dos jovens médicos franceses comprometidos com o socorro às vítimas do conflito, a ajuda humanitária imparcial, sem discriminação às duas partes litigantes, era inadequada quando uma dessas partes expressava a intenção de não apenas vencer a outra, mas de exterminá-la: claramente, tratava-se de uma intenção de genocídio. Além disso, nem todos eles aceitavam tranquilamente o compromisso de discrição acerca dos fatos testemunhados - compromisso a que a ajuda humanitária era condicionada.
O conflito conduziu a uma situação de extrema pobreza, fome e miséria, além de relatos de barbárie largamente difundidos pelos mídia ocidentais mas ignorados por chefes de Estado e de governo, em nome da neutralidade e do princípio da não ingerência.
Tal situação esteve na origem da criação de várias organizaçoes não governamentais e movimentos de profissionais sem fronteiras, sobretudo na França: Médicos sem Fronteiras, Médicos do Mundo (resultante de uma cisão de MSF), Assistência Médica Internacional (Aide Médicale Internationale) e também Veterinários sem Fronteiras, Marinheiros sem Fronteiras (Marins sans Frontières), Farmacêuticos sem Fronteiras (Pharmaciens sans Frontières). Essas organizações se fizeram presentes, muitas vezes juntas, no auxílio a vítimas de conflitos armados e catástrofes naturais em diferentes pontos do mundo, intervindo sem considerações estratégicas, realizando ações pontuais e preparando as populações para sua partida. Médicos Sem Fronteiras, a maior dessas organizações, defende que situações sanitárias excepcionais, de gravidade e risco para uma população ou para um povo, podem justificar, a título excepcional ou extraordinário, a ingerência humanitária.

## No direito internacional
A expressão direito (ou dever) de ingerência, à qual se adicionou o qualificativo de humanitária (direito de ingerência humanitária, direito de assistência humanitária, dever de ingerência humanitária), ganhou mais peso no fim dos anos 1980 através do professor de Direito Internacional Mario Bettati, e do médico, político e ativista humanitário francês Bernard Kouchner, ex-ministro da saúde da França, ex-representante do Secretário Geral das Nações Unidas, Kofi Annan, no Kosovo (1999-2001, em substituição de Sérgio Vieira de Mello), e um dos fundadores da organização Médicos sem Fronteiras. Segundo eles, a necessidade de socorrer as populações em risco e sofrimento traduzir-se-ia no "dever de assistência ao povo em risco", o qual transcenderia as regras jurídicas tradicionais, no contexto de uma nova ordem mundial, onde se colocam em primeiro lugar valores como a democracia, estado de direito, respeito pela dignidade e pelos direitos da pessoa humana, em oposição à "teoria arcaica da soberania dos Estados sacralizada na proteção de massacres".
O direito (ou dever) de ingerência humanitária ainda é matéria controversa entre os juristas. Alguns defendem tal intervenção quando ela for realmente humanitária, enquanto outros a criticam considerando-a uma violação da autodeterminação do Estado e pretexto para encobrir interesses que nada têm a ver com a defesa dos direitos do homem. Por outro lado, a ideia vem sendo defendido por várias organizações não governamentais. Em janeiro de 1987, uma resolução sobre o reconhecimento do dever e do direito à assistência humanitária foi adotada pela 1ª Conferência Internacional de Direito e Moral Humanitária (Conférence internationale de droit et morale humanitaire), que se reuniu em Paris, promovida pela organização Médecins du Monde e pela Faculdade de Direito da Universidade Paris-Sul.
Em 8 de dezembro de 1988, por iniciativa da França, a Assembleia Geral da ONU aprovou a resolução 43/131, intitulada "Assistência humanitária às vítimas de catástrofes naturais e situações de urgência da mesma natureza", que consagrou a atuação neutra das organizações não governamentais e o princípio de acesso às vítimas. Pouco tempo depois, também por iniciativa da França, a Assembleia Geral aprovou a resolução n.º 45/100, de 14 de dezembro de 1990, consagrando os "corredores de urgência humanitária", de modo a permitir, a título transitório, o acesso às "vítimas de desastres naturais e situações de emergência similares". Em 1991 o Conselho de Segurança solicitou "corredor de urgência" para socorrer os curdos. Para essa missão, os Estados Unidos enviaram 13.000 homens. Tais corredores foram também aplicados na Croácia e no Sudão, acabando por se tornar enclaves humanitários. Em 1992, o Conselho de Segurança exigiu que os organismos humanitários tivessem acesso aos campos de prisioneiros da ex-Iugoslávia. Finalmente, em 1999, o Secretário-geral da ONU, Kofi Annan, propôs a limitação da soberania em favor dos direitos humanos. Alguns juristas defendem tal intervenção quando ela for realmente humanitária; outros a criticam, acreditando tratar-se de violação da autodeterminação do Estado, podendo servir de pretexto para encobrir interesses que nada têm a ver com a defesa dos direitos do homem. Nessa atividade política, existe muitas críticas por conta dos desvios de dinheiro.